# 新竹市立育賢國民中學
新竹市立育賢國民中學，簡稱育賢國中，為臺灣新竹市東區的一所國民中學，成立於1955年。

## 沿革
育賢國中最初為成立於1955年的「新竹縣立新竹中學分部」，並亦借用北門國小的校舍。1956年8月獨立為「新竹縣立新竹第二初級中學」，且決定在育賢國中現址興建新校舍，於1958年落成遷入。1968年，更名為「新竹縣立育賢國民中學」；同年舉辦的中日少年棒球對抗賽，其中一場賽事即在育賢國中操場舉辦。1982年新竹市改制為省轄市，再改名為「新竹市立育賢國民中學」。
育賢國中目前設有語資班、舞蹈班、融合班等特殊班級

## 文化資產
育賢國中的音樂教室於2017年被列為新竹市歷史建築，其建於1967年，具有具現代國際樣式風格，且為二戰後新竹地區少數單獨作為音樂教室空間的單棟建築，建築空間呈大跨距，外觀的鋸齒狀平面和立面藝術雕塑極具特色。